# Ricard de Sant Víctor
Ricard de Sant Víctor (?-1173) va ser un destacat teòleg del misticisme cristià del segle xii. Escocés de naixement, va exercir de prior de l'abadia agustinia de Sant Víctor a París des del 1162 fins a la seva mort el 1173.
Ricard fou deixeble del místic alemany Hug de Sant Víctor, i es basà en els seus principis i mètodes per desenvolupar la seva filosofia. Tots dos s'inclouen en el corrent filosòfic conegut com l'"Escola de Sant Víctor". En el seu treball més destacat, De Trinitate ("Sobre la Trinitat") argumenta que es pot deduir el principi de la Trinitat a través del raonament especlatiu.
Els seus treballs tingueren gran influència en Sant Bonaventura i els místics franciscans, i li feren guanyar el sobrenom de "Magnus Contemplator", el gran contemplador.
A la seva obra magna, Dant el fa aparèixer al quart cel del Paradís, on es troben les ànimes dels teòlegs i els doctors de l'Església. Ricard es troba acompanyat d'Isidor de Sevilla i el Venerable Beda.